# Mar Menor
De Mar Menor is een lagune in het zuidoosten van de regio van Murcia in Spanje. De lagune is gescheiden van de Middellandse Zee door een strook land, La Manga del Mar Menor genaamd, die 21 km lang is tussen de 100 en 1200 meter breed is.

## Satellietbeeld
Met ca. 135 km² en 73 km kustlijn, is de lagune nogal donker op het satellietbeeld. Dit komt door het warme water, aangezien de lagune niet meer dan 7 m diep is. Het werd daarom door de bekende zwemster en Hollywoodactrice Esther Williams uitgeroepen tot "het grootste zwembad ter wereld".
Goede sportfaciliteiten maken het een van de drukste plaatsen in Europa voor alle vormen van watersport. De noordkant is een natuurpark, dat "Salinas y Arenales de San Pedro del Pinatar" genoemd wordt. Het bestaat uit zoutmeren waar zeezout gewonnen wordt. Verder staat het bekend om zijn modderbaden. Verschillende hotels hebben kuren uitgewerkt, maar de plaatselijke bevolking gaat naar het natuurpark om zich onder te dompelen in de modder.

## Milieuvervuiling
In 1966 en 1968 werden plannen voor verstedelijking van de strook en langs de kust goedgekeurd. Er werden in hoog tempo hotels en vakantiewoningen gebouwd die veel toeristen aantrokken. In de regio zijn al lange tijd mijnbouwbedrijven actief. In combinatie met een toename van de intensieve landbouw, zorgde dit voor milieuproblemen in de Mar Menor.
In 1994 werd de Mar Menor erkend onder de Conventie van Ramsar, een internationale overeenkomst inzake watergebieden (draslanden), die van internationale betekenis zijn. Door haar rijkdom van de vogelstand werd de lagune onder het verdrag van Barcelona erkend als ZEPM (Zonas Especialmente Protegidas de importancia para el Mediterráneo). Deze erkenning van de natuurwaarde heeft echter de achteruitgang van de lagune niet tegengehouden.
Volgens een studie van het Spaanse ministerie van Milieu is de achteruitgang van de lagune in 2015 begonnen. Veel van de zeegrasvelden zijn verdwenen mede door de eutrofiëring van de lagune door de landbouw. Irrigatie van landbouwgebieden is sterk toegenomen en grote hoeveelheden landbouwchemicaliën, zoals nitraat, fosfor, kalium en pesticiden, komen in het water terecht. Dit leidt tot een explosieve algengroei die het water vertroebelt en de hoeveelheid zuurstof vermindert. Het ministerie wil Mar Menor redden door over een periode van 10 jaar rond de 0,5 miljard euro te investeren in een verbetertraject.
In oktober 2019 was er een grote demonstratie. Zo'n 55.000 mensen kwamen in Cartagena bijeen in een grote protestmars tegen de vervuiling van de lagune. Met de slogan ‘SOS Mar Menor. Por un Mar Menor con futuro’ wilden ze de aandacht trekken voor de milieuproblematiek.
In de loop van 2022 krijgt het gebied als eerste natuurreservaat in Europa rechtspersoonlijkheid. Hierdoor kan elke burger naar de rechtbank stappen om de rechten van het natuurgebied te verdedigen. Zonder rechtspersoonlijkheid kunnen enkel NGO's  naar de rechtbank stappen.

## Stranden
De stranden van de Mar Menor behoren tot de gemeenten San Pedro del Pinatar, San Javier (Santiago de la Ribera, gedeelte van La Manga, Lo Pagan en The Cuarteros), Los Alcázares en Cartagena (Los Urrutias, Los Nietos en een gedeelte van La Manga).
De Feniciërs kozen deze "kleine zee" als eersten als hun zomerresidentie, later kwamen ook de Moorse koningen. Nog steeds trekt deze plek mensen aan die op zoek zijn naar een rustige omgeving, waar men met ideale weersomstandigheden het hele jaar door kan rusten en zich ontspannen.

## Eilanden

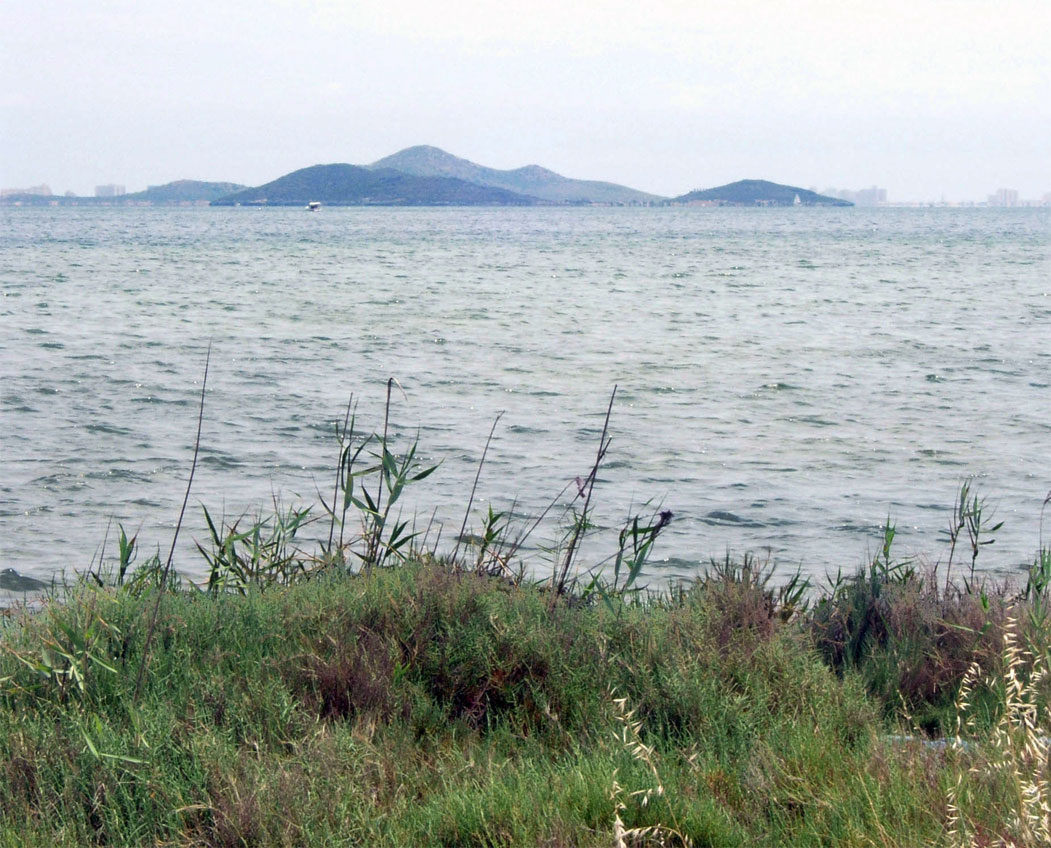
Zicht op Isla Perdiguera met Isla Mayor op de achtergrond

### Isla Mayor
Het eiland, ook wel Isla del Baron genoemd, bevindt zich bijna in het centrum van de Mar Menor en behoort tot het grondgebied van in de stad San Javier. En zoals de naam al laat vermoeden, is het eiland het grootste eiland van hele regio en strekt zich uit over 93,8 hectare. Het is een uitgestorven vulkanische kegel, dat geeft het eiland zijn kenmerkende conische vorm (104 meter) en ronde perimeter. Het is in particulier bezit en niet toegankelijk voor het toerisme. Zijn tweede naam, Isla del Baron, verkreeg het van baron Benifayó, die de bouw van een paleis in mudejarstijl bekostigde.

### Isla Perdiguera
Isla Perdiguera is ook een vulkanisch eiland gelegen in het centrum van de Mar Menor, dicht bij het Isla Mayor. Het eiland bestaat uit drie vulkanische kegels, uitgehold door de wind en de kracht van de zee. Het behoort tot het grondgebied van de stad van San Javier. Het is het tweede grootste eiland in de Mar Menor en strekt zich uit over 25,8 hectare. Het eiland heeft het meest geleden onder het toerisme. Vroeger telde het eiland zes aanlegpijlers en drie restaurants (La Gaviota, Rosario en Maria Dolores). Recent werd het eiland een beschermd landschap en vinden we verspreid over het eiland nog verschillende gebouwen, waarvan de meeste in puin. Het eiland is zeer populair bij wandelaars en vakantiegangers en van 5 juni tot en met 30 december vertrekken er overzetboten vanuit Santiago de la Ribera en Los Alcázares.

### Isla del Ciervo

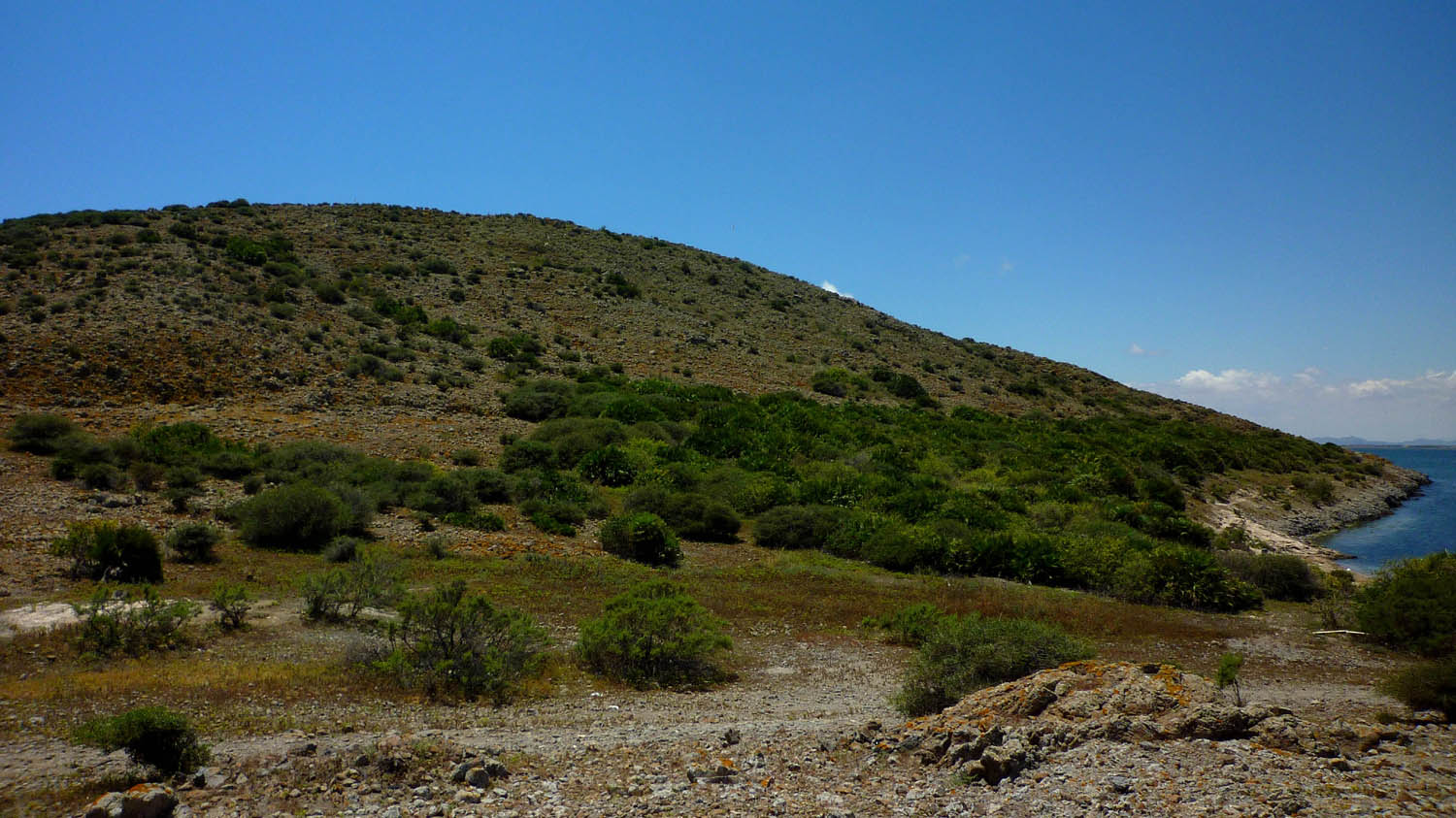
Zicht op de noordkust van het Isla del Ciervo

Isla del Ciervo ligt het meest zuidelijk. Het eiland heeft twee oude vulkanische kegels, die ongeveer 7 miljoen jaar geleden ontstaan zijn. Het behoort tot het grondgebied van de stad Cartagena en heeft een oppervlakte van 16,3 hectare. Vanwege de nabijheid van de kust is het gemakkelijk te voet bereikbaar. De dijk waarop een weg was aangelegd die het eiland met het vasteland verbond, is inmiddels verwijderd om het afgelegen karakter te herstellen en schade aan het kwetsbare ecosysteem te voorkomen. 

### Isla del Sujeto
Isla del Sujeto is gelegen in het zuidelijke gedeelte van de Mar Menor en maakt deel uit van Cartagena. Net als Isla Rondella is het de top van een onderzeese vulkaankegel. Het is het enige eiland dat een min of meer merkbare krater behield. Het eiland strekt zich uit over een halve kilometer en heeft een oppervlakte van 2,4 hectare. Er werd niet gebouwd op dit eiland.

### Isla Rondella
Isla Rondella, ook Isla Redonda genoemd, is gelegen in het zuidelijke gedeelte van de Mar Menor en behoort tot het grondgebied van de stad Cartagena. Het met zijn 2,2 hectare kleinste eiland van de Mar Menor, heeft een opmerkelijke ronde vorm en is zeer heuvelachtig. Het is gelegen tussen Isla del Sujeto en Isla del Ciervo. Het is een belangrijk broedgebied voor watervogels.

## Visbestanden
De volgende vissoorten komen voor in de Mar Menor:
- Gestreepte bokvis
- Goudbrasem
- Zeekatten (inktvissen)
- Europese zeebaars
- Mugil cephalus
- Gobio
- Noorse kreeft of langoustine
- Aphanius iberus